# Park Olimpijczyków w Katowicach
Park Olimpijczyków w Katowicach – park miejski położony w katowickiej dzielnicy Szopienice-Burowiec, pomiędzy ulicą Wypoczynkową, ulicą 11 Listopada a placem Ogród Dworcowy.
Jest to teren zieleni urządzonej, zajmujący obszar 2,81 ha, pełniący rolę parku o znaczeniu lokalnym. Jest także miejscem organizacji imprez dzielnicowych. Dobrze urządzona zieleń znajduje się w północnej części parkuj. W parku zachował się teren dawnego boiska KS Roździeń, na którym co roku obchodzone są Dni Szopienic.
Nazwa park Olimpijczyków została nadana uchwałą Rady Miasta Katowice nr XVIII/238/00 z 17 stycznia 2000 roku. W 2005 roku park przebudowano. Wyremontowano wówczas ogrodzenia z siatki w ramkach, nawierzchnię alejek wyłożono z kostki betonowej i ustawiono urządzenia na placu zabaw. 
Przez park prowadzi trasa rowerowa nr 5.